# Anne van der Bijl
Andrew van der Bijl (Sint Pancras, Países Bajos, 11 de mayo de 1928-Harderwijk, Países Bajos, 27 de septiembre de 2022), conocido en los países de habla hispana como Hermano Andrés, fue un misionero cristiano evangélico famoso por sus hazañas como contrabandista de biblias en los países comunistas durante el apogeo de la Guerra Fría. Dicha hazaña le hizo ganarse el apodo de El contrabandista de Dios. Van der Bijl estudió en el Colegio de Formación Misionera WEC en Glasgow, Escocia. Es conocido por la oración "Señor, ciega los ojos que ven" antes de detener su coche en la frontera de un país comunista para ser inspeccionado.

## Niñez
Andrew van der Bijl nació en Sint Pancras, Países Bajos, y fue el cuarto de diez hijos de un herrero pobre medio sordo y una madre inválida. Según dijo a John Sherrilll y Elizabeth Sherrilll, cuando transcribieron sus memorias en El Contrabandista de Dios: "Desde el primer día en el que me puse unos zuecos –klompen, como los llamamos en Holanda–, soñé con hacer proezas."

## Conversión al cristianismo
En El Contrabandista de Dios, van der Bijl relató al matrimonio Sherrill cómo, después de terminar la Segunda Guerra Mundial, se alistó en el ejército colonial de las Indias Orientales Neerlandesas durante la rebelión que formaría, en ese tiempo, la nación de Indonesia. Esta primera incursión en el ámbito de las proezas dio inicialmente unos resultados desagradables. Van der Bijl sufrió un período de estrés emocional severo mientras servía como soldado. Fue herido en el tobillo durante uno de los combates. Durante su rehabilitación, leyó la Biblia de forma obsesiva, convirtiéndose finalmente al cristianismo.

## Visitas a los países comunistas
En julio de 1955, van der Bijl visitó la Polonia comunista "para ver cómo estaban mis hermanos", en referencia a la iglesia clandestina. Se inscribió a un grupo juvenil comunista, pues era la única forma legal para permanecer en el país. En ese momento, sintió un llamado a responder a la comisión bíblica: “Sé vigilante y afirma las otras cosas que están para morir” (Apocalipsis 3:2). Este fue el inicio de una misión que lo llevaría a varios países de gobiernos comunistas, donde los cristianos eran perseguidos, detrás del "Telón de Acero", donde religiones como el cristianismo eran toleradas, pero técnicamente ilegales.
En 1957 van der Bijl viajó a la capital de la Unión Soviética, Moscú, en un Volkswagen escarabajo, que más tarde se convertiría en el símbolo de Puertas Abiertas, organización que fundó más tarde. Un matrimonio mayor, que habían sido sus mentores, le dieron su nuevo coche para poder transportar más biblias y literatura espiritual. Aunque van der Bijl estaba violando las leyes de algunos de los países que visitó al llevar consigo literatura religiosa ilegal, a menudo colocaba este material a la vista de los puestos de control de policía, como gesto de confianza en la protección de Dios.
Van der Bijl visitó China en la década de 1960, después de la Revolución Cultural que había creado una política hostil hacia el cristianismo y demás religiones. Eran los años del conocido como "Telón de Bambú". También viajó a Checoslovaquia, cuando la represión por las tropas soviéticas de la "Primavera de Praga" puso fin a la relativa libertad religiosa. Ahí animó a los creyentes e incluso repartió biblias a las fuerzas ocupantes rusas. Durante esa misma década hizo su primera visita a Cuba después de la revolución en ese país.
En 1976, algunos países africanos cayeron en manos de regímenes ateos. Van der Bijl escribió un libro sobre la lucha espiritual en el continente africano y, durante sus congresos, hizo un llamado a los líderes locales cristianos con el fin de fortalecer sus comunidades.

### El Contrabandista de Dios
En 1967, van der Bijl publicó la primera edición de El Contrabandista de Dios, escrita junto con John y Elizabeth Sherrill. El Contrabandista de Dios cuenta la historia de la infancia de van der Bijl, su conversión al cristianismo y sus aventuras como contrabandista de biblias detrás del “Telón de Acero”. En 2002, el libro había vendido más de 10 millones de copias y había sido traducido a treinta y cinco idiomas.

## Oriente Medio
Tras la caída del comunismo en Europa, el Hermano Andrés cambió su enfoque y se centró en los problemas que enfrentaban los cristianos en Oriente Medio y ha trabajado para fortalecer a la iglesia cristiana en el mundo musulmán. En los años 70 visitó el Líbano, devastado en varias ocasiones por la guerra, afirmando que "el conflicto global en los últimos tiempos se centrará en Israel y sus países vecinos".

### Light Force y Secret Believers
En los años 90, van der Bijl volvió varias veces a la región de Oriente Medio. En el libro Light Force (La Fuerza de la Luz), van der Bijl habla sobre cómo las iglesias árabes y libanesas en el Líbano, Israel y en otras áreas árabe-israelíes se entusiasman con la mera visita de un compañero cristiano desde el extranjero, porque sienten que, por lo general, las iglesias de Occidente se han olvidado de ellos. Asimismo, él y su compañero, Al Janssen, visitaron líderes de Hamás y de la OLP (Organización para la Liberación de Palestina), entre ellos Ahmed Yasín y Yasser Arafat, dejándoles biblias también a ellos. Más adelante en el libro se describe el proyecto Musalaha, fundado por el líder cristiano evangélico palestino Salim Munayer, y que trata de acercar a israelíes y árabes israelíes.
El séptimo libro de van der Bijl, Secret Believers: What Happens When Muslims Believe in Christ (Cristianos Clandestinos: Lo que ocurre cuando los musulmanes creen en Cristo), fue publicado el 1 de julio de 2007.